# Rio das mortes
Rio das mortes è un film del 1970 di Rainer Werner Fassbinder.

## Trama
Gli amici Michel e Günther sono in possesso di una mappa di un tesoro che si trova in Perù. Nonostante la resistenza di Hanna, che vuole sposare Michel, gli amici pianificano un viaggio in Perù. I loro tentativi di trovare i soldi di cui hanno bisogno sembrano fallire fino a quando non incontrano un uomo, che è affascinato dalla loro caccia al tesoro e gli anticipa i soldi.